# Das Wunderbuch der Zauberkunst
| Das Wunderbuch der Zauberkunst | Das Wunderbuch der Zauberkunst      |
| ------------------------------ | ----------------------------------- |
| Erscheinungsland               | Deutschland                         |
| Herausgeber                    | Friedrich Andreas Perthes/Stuttgart |
| Erscheinungsjahr               | 1929                                |
| Aufmachung                     | gebunden mit Schutzumschlag         |
| Illustrationen                 | 285 s/w Abbildungen                 |
| Sprache(n)                     | Deutsch                             |
| Seitenumfang                   | 224                                 |
| Thema                          | Allgemeine Zauberkunst              |
| ISBN                           | nicht vorhanden, KVK BV035878069    |
| Autor                          |                                     |
| Ottokar Fischer                |                                     |

Das Wunderbuch der Zauberkunst ist der Titel eines der grundlegenden Bücher zum Verständnis und zur Erlernung der Kunst des Zauberns.

## Inhalt
Das von Ottokar Fischer verfasste Buch war eines der ersten Zauberbücher in deutscher Sprache des 20. Jahrhunderts, das systematisch die Zauberkunst von der Geschichte bis zum Vorführen von Zauberkunststücken darstellte. Das als Lehrbuch verfasste Werk vermittelt in 12 Kapiteln das Grundverständnis für die Kunst des Zauberns.
Das Buch erlebte insgesamt 3 Auflagen. 

## Die Kapitel
- Wunder der Sinnestäuschung
- Wunder der Zauberapparate
- Wunder der Handfertigkeit
- Wunder der Kleinzauberei

Experimente dieser Art mit mechanischen Behelfen
Kleinzauberei ohne Vorbereitung
- Wunder der Kartenkunst

Die wichtigsten Kunstgriffe des Kartenkünstlers
Mathematische Kartenkunststücke
Auf Handfertigkeit beruhende Kartenkünste
- Wunder der Gedankenlesekunst, des Hellsehens und der Telepathie

Begriffsbestimmung dieser Fähigkeit
Trickmäßige Gedankenübertragung
Stumme Gedankenübertragungssysteme
Telepathie
- Wunder der Illusionen
- Wunder der Geistererscheinungen
- Wunder der  schwarzen Kunst
- Wunder der Fesselkunst
- Wunder der Fakire
- Wunder der Vexiere

Trennungsvexiere
Vexiere mit geheimen Verschlüssen
Kuriose Vexiere

## Ausgaben
- 1. Ausgabe 1929, siehe Infobox
- 2. Ausgabe 1951: Illustrated Magic, übersetzt von J. B. Mussey und Fulton Oursler, New York, The MacMillan Company
- 3. Ausgabe 1978: Edition Olms Zürich, Darstellungen und Quellen zur Geschichte der Zauberkunst, Nachdruck

Die US-amerikanische Ausgabe unterscheidet sich in folgenden Punkten von der deutschen Ausgabe
- Das Eingangskapitel, in dem vorwiegend europäische Zauberkünstler porträtiert werden, ist durch US-amerikanische Kurzbiographien ersetzt worden. Zusätzlich ist die US-Version durch das Kapitel „The Magic of Today“ ergänzt worden.